# Língua tucano
A língua tukano, também conhecida como ye'pâ-masa ou dásea,  é uma língua ativa da família tukano, mais especificamente tukano oriental, conhecida pelos estudiosos como "tukano próprio", falada por diferentes nações indígenas (aproximadamente 10 mil falantes), muitas vezes como língua franca devido à grande presença do povo tukano e a necessidade de comunicação, na região do alto rio Negro, Amazonas, no Brasil e na Colômbia, também estando presentes na Venezuela, seguindo as margens do rio Uaupés.
As etnias da região que possuem o tukano como fala são: arapaso, bará, barasana, desana, karapanã, kubeo, makuna, mirity-tapuya, pira-tapuya, siriano, tariana, tukano, tuyuca, kotiria, tatuyo, taiwano, yuruti, uanana.
A língua tukano e seu povo possuem uma história com fortes marcas da colonização europeia na região, tendo sido promovida pela escravidão e aldeamentos no século XVIII. Posteriormente, no início do século XX, a expansão de missões salesianas na região fortaleceu o estudo, documentação e compreensão da língua, adaptando-a e escrevendo-a no alfabeto latino. Em 2023, o tukano foi declarado língua oficial do Amazonas, acompanhado de outras 15 línguas indígenas, também sendo uma das três línguas oficiais do seu município de São Gabriel da Cachoeira, o mais plural em relação a línguas no país. Entretanto, as etnias falantes do tukano ainda estão inseridas nos conflitos indígenas nacionais sobre seus direitos, destacando Álvaro Tukano, membro ativo na causa.
A língua tukano é uma língua sufixal, ou seja, a adição de sufixos é o principal constituinte dos morfemas, sejam eles nominais ou verbais. Assim, utiliza-se de nomes dependentes, nomes independentes, verbos dependentes e verbos independentes para estabelecer sua morfosintaxe. Um ponto notável é a  divisão da  3ª pessoa animada do singular entre feminina e não feminina na conjugação verbal.

## Etimologia
A origem do nome exônimo "tukano" para designar a língua remonta ao século XIX, quando os jovens indígenas ye'pâ-masa perseguiam mulheres de outros grupos para agarrá-las, sendo comparados à ave tucano (caracterízada por se movimentar em grupos) quando se aproximavam das moças. A alteração de "tucano" para "tukano" remete à própria identificação dos povos, diferenciando-se da escrita igual ao animal. Na sua própria língua o nome tucano é dito dásea, que significa "aves tucano", sendo mais utilizado entre os falantes no território colombiano.
Já a origem do nome endônimo ye'pâ-masa traz consigo o significado das palavras na língua nativa, sendo a forma que o próprio povo refere-se a si mesmos e à sua língua. O termo ye'pâ tem o significado de "nossa mãe", sinônimo de "nossa terra", "nossa ancestral" e "lugar de onde viemos"; já o termo masa apresenta a ideia de "gente". Portanto, a expressão ye'pâ-masa significa "gente da nossa terra" ou "gente da nossa mãe.

## Distribuição
A língua tukano está presente na região do alto rio Negro, cidade de São Gabriel da Cachoeira, estado do Amazonas, Brasil seguindo as margens do rio Uaupés e seus afluentes, extendendo-se para a Colômbia na área fronteiriça com o Brasil, também estando presentes na fronteira colombiana e venezuelana. Atualmente, a língua possui cerca de 10 mil falantes totais, evidenciando a diminuição de falantes em relação a dados anteriores de 18.705 na Colômbia (2001) e 11.130 no Brasil (2000).
Os aldeamentos religiosos tiveram grande influência ao concentrar os falantes de tukano e, simultaneamente, serem responsáveis por separar os grupos e formar interações diversas. Assim, não houve uma diáspora ou imigração deliberada. Além disso, como grande parte dos falantes do tukano não são da própria etnia tukano, muitos falam o idioma como língua franca após o apagamento de suas respectivas línguas em reduções, tornando-se uma língua necessária e hegemônica na região para as comunicações e transações entre os povos locais.
Embora o tukano não possua diferentes dialetos, ele tem relações com as outras 10 línguas que também fazem parte da família línguística tukano. As ramificações línguisticas estão indicadas a seguir:
- Família Tukano

- - Tukano ocidental
    1. Koriguage, †Tama
    2. Siona, †Macaguaje
    3. Sekoya
    4. Orejón

  - Tukano oriental
    1. Tukanoide
      1. Desanida
        1. Desano e codialetos
        2. †Yupúa

      2. Barasanida
        1. Barasana e codialetos Eduria
        2. Makuna

      3. Tukanida
        1. Ye'pâ-masa  (língua tukano)
        2. Pira Tupuyo e codialetos Wanano
        3. †Arapasú
        4. †Koewána
        5. Tuyuka e codialetos Yurutí
        6. Pisa-Mira
        7. Bará/Waimaja
        8. Karapaná
        9. Tatuyo

    2. Tanimuka
    3. †Kueretú

  - Kubeo

Também vale ressaltar que essas relações implicam em uma quantidade indefinida de inovações e empréstimos línguisticos para a língua tukano, principalmente dentro do grupo tukanid, que forma uma forte unidade de semelhanças. Assim, uma grande dificuldade  para linguistas é a distinção complexa entre as origens dos fenômenos semelhantes que ocorrem nessas línguas.

## História

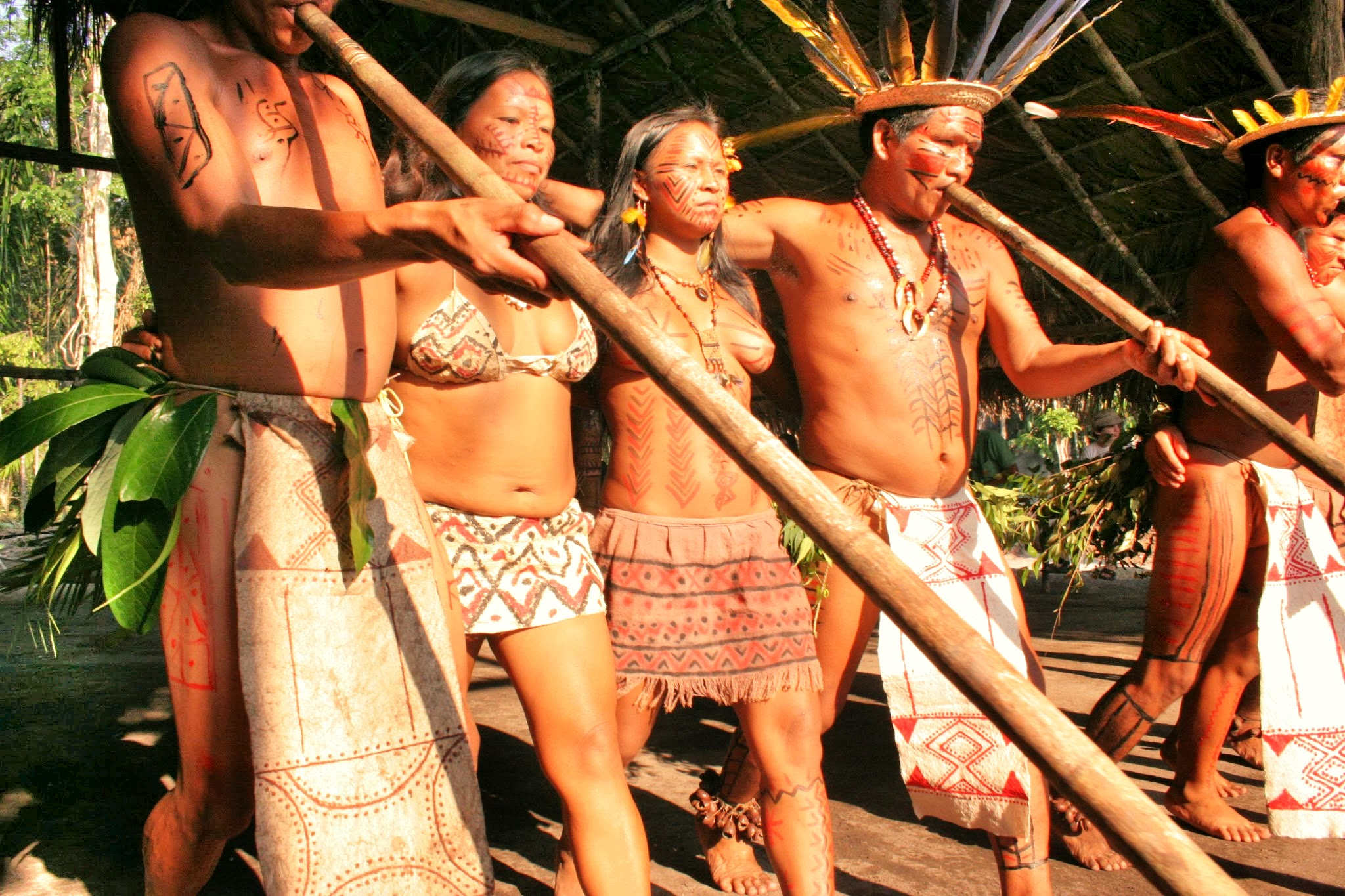
Indígenas tukano em cerimônia de recepção

Acerca da história da língua tukano, não se tem registros anteriores aos fatos envolvendo o processo de colonização indígena pelos europeus, iniciado no século XVIII.  No entanto, isso não significa que não se possui história, apenas não seguindo o molde de história escrita; Os aspectos cosmológicos e sociais são objeto de estudo na medida que a autocompreensão constitui a visão de mundo do povo. Como exemplo, tem-se o traço cultural de que indivíduos pertencem ao grupo e língua de seu pai, devem casar com membros de outras etnias.
A primeira fase de contato entre europeus e a língua tukano ocorreu com a derrota de povos resistentes no baixo rio Negro e a seguinte escravização de povos, mas alguns, como os kueretú e aroaqui, colaboraram no processo ao ajudar na caça de indígenas portuguesa. Logo, houve a proibição da escravidão indígena após o maior controle da administração portuguesa, responsável pelos descimentos e aldeamentos de grupos indígenas inteiros.
Os responsáveis pelo processo de extração das drogas do sertão, que eram favoráveis ao uso da mão de obra tukano, frequentemente atacavam aldeias para capturar pessoas e impor trabalho forçado. O processo do ciclo da borracha e a presença de seringalistas também deixou severas marcas nos povos com o trabalho escravizado ilegal e suas condições péssimas. Assim, houve movimentos do governo para "civilizar" os grupos indígenas, permitindo o processo catequético de ordens religiosas. De início, em 1916, os franciscanos chegaram na área para catequizar e educar conforme as normas sociais coloniais, seguidos por salesianos, tornando-se os responsáveis pela luta contra o trabalho escravo seringalista e agressões de comerciantes. No entanto, a imposição da fé cristã levou a fortes abalos na cultural tradicional e modos de vida, marcando severas agressões ideológicas e sociais, levando ao fim de práticas como o nomadismo.

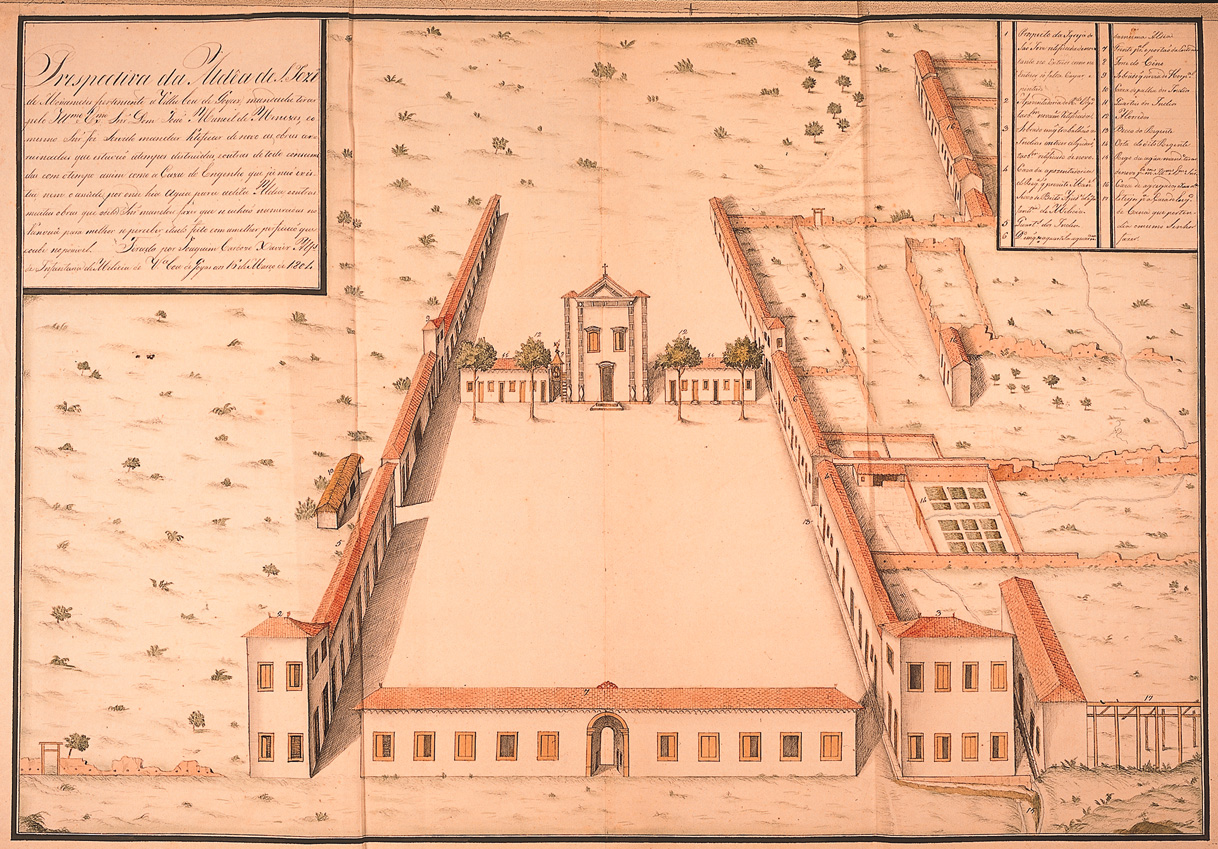
Planta de aldeamento religioso

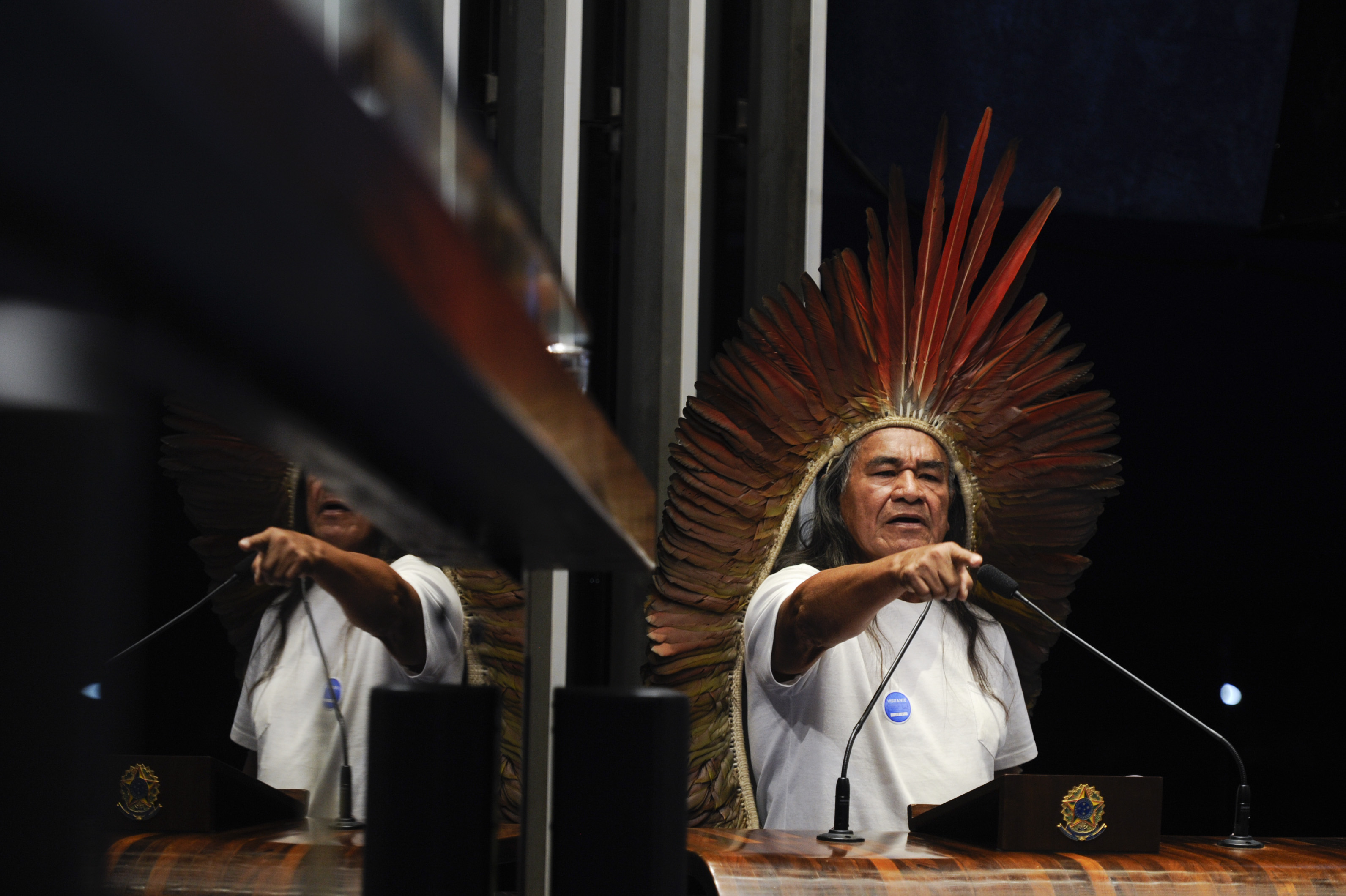
Álvaro Tukano no Senado brasileiro

Os primeiros registros escritos da língua ocorreram em meio ao contexto das missões religiosas durante o século XX, realizando a base da escrita no alfabeto latino, com objetivo de compreender a língua para melhorar as formas de catequese e aprendizado dos povos. Um dos primeiros trabalhos sobre a gramática tukano é a obra "Pequena gramática e dicionário da língua tucana" do padre salesiano Antônio Giacone em 1960. E, com o passar dos anos, a língua portuguesa tornou-se uma base para os povos tukano, havendo uma cartilha (em português) para ensinar a língua tukano para as crianças. Os aldeamentos exerceram sua influência direta na região até o final do século XX.Atualmente, a língua tukano e seu povo ainda estão inseridos no contexto de conflitos políticos nacionais acerca de demarcação de terras, conflitando com grileiros e grandes proprietários, e da valorização da cultura indígena. Seu principal representante é o ativista socioambiental Álvaro Tukano.

## Fonologia
A língua tukano registra dezoito fonemas, sendo seis deles vogais (/i/, /ɨ/, /u/, /e/, /o/, /a/), 12 consoantes (/p/, /t/, /k/, /ʔ/, /b/, /d/, /g/, /s/, /h/, /r/, /w/, /j/) e suas variantes nasalizadas (denotado por um til: ~), com laringalização (denotada por um apóstrofo: ') e duas melodias tonais tônicas (a melodia alta, denotada por um acento circûnflexo: ^) e a melodia ascendente (denotada por um acento agudo: ´).

### Consoantes
Existem doze fonemas consonantais, dividindo as consoantes em oclusivas surdas ou sonoras, fricativas, vibrantes e semivogais fonemas, tornando o /b/ em [m], o /d/ em [n], o /ɡ/  em [ŋ], também apresentando nasalisação no /w/ e /y/.
| Consoantes        | Bilabial | Alveolar | Palatal | Velar | Glotal |
| Oclusivas surdas  | p        | t        |         | k     | ʔ      |
| Oclusivas sonoras | b        | d        |         | ɡ     |        |
| Fricativas        |          | s        |         |       | h      |
| Vibrante          |          | r        |         |       |        |
| Aproximantes      | w        | w        | j       |       |        |

### Vogais
As vogais diferenciam-se quanto a elevação da língua, abertura da boca, zona de articulação e arredondamento da boca, apresentando seis vogais orais (ar sai apenas pela boca) que podem tornar-se nasais (ar sai pela boca e pelas fossas nazais). Um ponto interessante sobre as vogais envolve a estrutura dos morfemas, onde cada radicais quase sempre consta de duas vogais acompanhadas de uma ou duas consoantes e, se uma das vogais for nasalizada, o que é devidamente marcado apenas na primeira vogal, toda a palavra sofre nasalização por consequência.
- /i/ é alta, fechada, anterior e não arredondada.[19]
- /e/ é média, semiaberta, anterior e não arredondada. Corresponde ao fone [ɛ].[19][21]
- /ɨ/ é alta, fechada, central e não arredondada.[19]
- /a/ é baixa, aberta, central e não arredondada.[19]
- /u/ é alta, fechada, posterior e arredondada.[19]
- /o/ é baixa-média, podendo ser semifechada ([o]) ou, mais normalmente, semiaberta ([ɔ]), posterior e arredondada.[19][21]

| Vogais     | Anteriores | Centrais | Posteriores |
| Fechadas   | i          | ɨ        | u           |
| Semiaberta | e          |          | o           |
| Abertas    |            | a        |             |

O caso de ditongo entre vogais orais ocorre quando uma sílaba CV (consoante + vogal) é seguida por uma sílaba V (vogal), onde qualquer vogal pode assumir a posição inicial ou final em um grupo vocálico. Já o caso de ditongo entre vogais nasais segue a mesma propriedade, no entanto a vogal final sempre é  /ã/, /u/ ou /õ/. Em ocorrências de tritongo, que são muito raras, apenas encontram-se os grupos /eoa/ e /oea/.

### Tons
A língua tukano possui diferenciação entre seus tons por acentuação tonal, sendo o tom a altura musical das vogais. Existem três tons no tukano, que sempre são graficamente notados na segunda vogal, pois a primeira é reservada à marcação da nasalização. Vale apontar que os tons são de uso lexical, ou seja, distinguem totalmente as palavras. Os tons são:
- Tom ascendente (livre ou flutuante): Ocorre quando a primeira vogal do morfema é baixa e a segunda torna-se alta.[23]
- Tom alto: Ocorre quando as duas vogais são altas. Porém se a primeira vogal for laringalizada ou seguida por consoante surda ela passa a possuir um tom mais baixo.[23]
- Tom baixo: Ocorre quando ambas as vogais são baixas. É característica de sufixos, verbos e nomes dependentes.[23]

## Ortografia
A língua tukano usa o alfabeto latino com as devidas adaptações feitas por missionários, tendo a direção de escrita e leitura da esquerda para a direita e de cima para baixo. As relações entre grafemas e fonemas, assim como a pronúncia em português ou inglês e especificidades, estão mostradas na tabela a seguir:
| Grafemas | Fonemas            | Pronúncia em línguas relacionadas | Especificidades                                               |
| -------- | ------------------ | --------------------------------- | ------------------------------------------------------------- |
| A a      | /a/                | Fala                              |                                                               |
| B b      | /b/                | Beijo                             | No início da palavra é pré nasalizada                         |
| D d      | /d/                | Dedo                              | Nunca é palatalizada. No início da palavra é pré nasalizada.  |
| E e      | /e/                | Fé                                |                                                               |
| G g      | /g/                | Gato                              | Ge e gi são pronunciados, respectivamente, como gue e gui.    |
| H h      | /h/                | Hat (inglês)                      | Similar à pronúncia de carro em alguns dialetos do português. |
| I i      | /i/                | Livro                             |                                                               |
| ɨ        | /ɨ/                | Yvy (guárani)                     | Não existe no português. Similar ao lip do inglês britânico   |
| K k      | /k/                | Casa                              |                                                               |
| M m      | Realizado como /m/ | Mão                               | O [m] é a nasalização do fonema /b/                           |
| N n      | Realizado como /n/ | Não                               | O [n] é a nasalização do fonema /d/                           |
| O o      | /o/                | Ovo                               | Normalmente é dito [ɔ], como em avó                           |
| P p      | /p/                | Povos                             |                                                               |
| R r      | /r/                | Caro                              | Também pode ser pronunciado como calo                         |
| S s      | /s/                | Sala                              |                                                               |
| T t      | /t/                | Tatuagem                          | Nunca é palatalizada                                          |
| U u      | /u/                | Cura                              |                                                               |
| W w      | /w/                | Quase                             |                                                               |
| Y y      | /j/                | Yes (inglês)                      | Similar à pronúncia de iodo                                   |
|          | /ʔ/                | ê-ê                               | Não possui um grafema correspondente por representar falta    |

Para compreender os diacríticos da língua é preciso entender que os morfemas são formados por radicais e sufixos, onde os radicais sempre apresentam duas vogais. Assim os acentos são os seguintes:
- O acento til (~) denota a nasalização da vogal, o que implica na nasalização de toda a palavra. O til é o único acento que pode ser utilizado na primeira vogal da palavra.[20] Vale ressaltar que a escrita de m ou n, por serem variações nasais, implica diretamente na nasalização do morfema, sendo recomendada a omissão do til nesses casos.[24]
- O acento agudo (´) denota o tom ascendente. Pode ocorrer somente na segunda vogal do radical, implicando no tom baixo da primeira.[23]
- O acento circunflexo (^) denota o tom alto. Pode ocorrer somente na segunda vogal e implica no tom alto da primeira vogal.[23]

O apóstrofo (') denota a laringalização da vogal, vindo após sua escrita. E a ausência de marcas denota o tom baixo.

## Gramática
A língua tukano tem seu sistema essencialmente baseado na adição de sufixos aos radicais (verbais ou nominais). Na língua tukano, as principais classes de palavras são: nomes independentes, nomes dependentes, verbos independentes e verbos dependentes. Os verbos independentes são relacionados, no português, ao verbo intransitivo, enquanto o verbo dependente é similar ao verbo transitivo (direto ou indireto), sendo seguido por outra raiz verbal.

### Artigos
A língua tukano não possui artigos definidos, apenas apresentando os artigos indefinidos: um (nique), uma (nicó)  e coisa inanimada  (nicá). Os artigos podem variar em número conforme a adição dos sufixos de plural.

### Pronomes

#### Pronomes pessoais
Os pronomes pessoais da língua tukano são:
| Pessoa                     | Pronome em tukano | Pronome em português |
| -------------------------- | ----------------- | -------------------- |
| 1ª do singular             | yɨ'ɨ              | eu                   |
| 2ª do singular             | mɨ'ɨ              | tu, você             |
| 3ª do singular (masculino) | kɨ̃ɨ               | ele                  |
| 3ª do singular (feminino)  | koô               | ela                  |
| 1ª do plural               | ɨ̃sâ               | nós (exclusivo)      |
| 1ª do plural               | marî              | nós (inclusivo)      |
| 2ª do plural               | mɨsâ              | vocês                |
| 3ª do plural               | naâ               | eles, elas           |

A diferença entre ɨ̃sâ e marî permite a inclusão do ouvinte. Assim, o primeiro significa nós (sem o ouvinte), enquanto o segundo tem o significado de nós (com o ouvinte). Esses pronomes pessoais referem-se somente a seres animados, caso contrário se utiliza o prefixo tií-. Os pronomes são normalmente seguidos por numerais, além de que um nome pode seguir o pronome se houver a necessidade de especificar.

#### Pronomes demonstrativos
Na língua tukano, os pronomes demonstrativos mostram a presença de algo no espaço, separando-se entre os significados de algo que está perto (este) e algo que está longe (aquele), sempre sendo seguido daquilo que se está indicando. Assim, tem-se as seguintes variações conforme o tipo de nome que se refere:
| Tipo de nome               | Perto (este) | Tradução para o português | Longe (aquele) | Tradução para o português |
| -------------------------- | ------------ | ------------------------- | -------------- | ------------------------- |
| inanimado singular         | a'tí-        | este, esta                | siî'           | aquele, aquela            |
| inanimado plural           | a'té         | estes, estas              | sisé           | aqueles, aquelas          |
| lugar                      | a'tó         | essa parte, aqui          | sõ'ó           | aquela parte, lá          |
| animado masculino singular | ã'rí         | este (macho)              | sĩ'í           | aquele (macho)            |
| animado feminino singular  | a'tîgo       | esta (fêmea)              | sikó           | aquela (fêmea)            |
| animado plural             | ã'rá         | estes, estas              | sõhá           | aqueles, aquelas          |

#### Pronomes possessivos
Na língua tukano, os pronomes possesivos indicam a possesão de algo, sempre sendo seguidos pelo possuido. A ordem de escrita sempre é: possuidor + pronome + possuido (na primeira pessoa do singular o possuidor não aparece). Todas as suas formas, mostradas a seguir, são uma variação da palavra yaá-, que significa possesão, variando conforme aquilo que é possuido.
| Tipo de nome               | Pronome possessivo |
| -------------------------- | ------------------ |
| inanimado singular         | yaá-               |
| inanimado plural           | yeé                |
| animado masculino singular | yagɨ               |
| animado feminino singular  | yagó               |
| animado plural             | yãrá               |

Os pronomes possesivos jamais são utilizados para indicar parentesco, utilizado-se apenas pronomes pessoais. Para indicar partes do corpo os pronomes possessivos são facultativos.

### Verbos
Os verbos são divididos em independentes, que são tônicos e sem complementos, e dependentes, que são átonos e precisam ser complementados por outra raiz verbal independente.
Assim, os verbos são modificados (com sufixos) conforme três parâmetros: modalidade epistêmica, tempo/ aspecto e pessoa/ genêro/ número.Sua explicação está a seguir, acompanhada de uma relação dos sufixos.
- Modalidade epistêmica (evidencialidade): refere-se ao grau de conhecimento ou de implicação do intelocutor sobre o enunciado, dividindo-se em evidência dos sentidos ou julgamento dedutivo. Assim, tem-se as modalidades: vista (vista pela pessoa), sentida (percebida pela pessoa), reportativa (foi contado à pessoa) e dedutiva (é dedusida pela pessoa).[33]
- Tempo/ aspecto: determina quando algo ocorreu. Apresenta o tempo presente (ocorre no momento da fala), passado recente (efeitos ainda se estendem) e o passado caducado (não há mais repercussão no presente, normalmente a pessoa já morreu). A separação temporal dos dois modos de passado é difícil de ser definida.[34] Vale apontar a construção do tempo futuro que, embora não apresente formas fixas, apresenta construções que se variam em futuro de predição, futuro de inteção e futuro imediato, sendo influênciados pelo tempo de outras raizes verbais.[35]
- Pessoa/ gênero/ número: mostra quem está realizando a ação. É dividido em: 3ª pessoa animada feminina do singular, 3ª pessoa animada não-feminina do singular (sexo masculino ou indeterminado), 3ª pessoa animada do plural (qualquer sexo) e outras pessoas (sujeitos inanimados, forma impessoal e "eu", "tu", "nós", "vós").[8]

|             |                                            | Tempo verbal     | Tempo verbal | Tempo verbal |
| Presente    | Passado recente                            | Passado caducado |              |              |
| ----------- | ------------------------------------------ | ---------------- | ------------ | ------------ |
| Visto       | 3ª pessoa animada feminina do singular     | -mi              | -a-mi        | -wĩ          |
| Visto       | 3ª pessoa animada não feminina do singular | -mo              | -a-mo        | -wõ          |
| Visto       | 3ª pessoa animada do plural                | -ma              | -a-ma        | -wã          |
| Visto       | outras pessoas                             | -'               | -a-pɨ        | -wɨ          |
| Visto       | interrogativo                              | -ti              | -a-ti        | -ri          |
| Sentido     | 3ª pessoa animada feminina do singular     | -sa-mi           | -a-sĩ        | -kã-tĩ       |
| Sentido     | 3ª pessoa animada não feminina do singular | -sa-mo           | -a-sõ        | -kã-tĩo      |
| Sentido     | 3ª pessoa animada do plural                | -sa-ma           | -a-sã        | -kã-tĩa      |
| Sentido     | outras pessoas                             | -sa-'            | -a-sɨ        | -ka-ti       |
| Sentido     | interrogativo                              | -sa-ri           | -a-sa-ri     | -ka-ti-ri    |
| Dedutivo    | 3ª pessoa animada feminina do singular     |                  | -a-pĩ        | -pĩ          |
| Dedutivo    | 3ª pessoa animada não feminina do singular |                  | -a-põ        | -põ          |
| Dedutivo    | 3ª pessoa animada do plural                |                  | -a-pã        | -pã          |
| Dedutivo    | outras pessoas                             |                  | -a-pã        | -pã          |
| Dedutivo    | interrogativo                              |                  | -a-pa-ri     | -pa-ri       |
| Reportativo | 3ª pessoa animada feminina do singular     |                  | -a-pɨ'       | -pɨ'         |
| Reportativo | 3ª pessoa animada não feminina do singular |                  | -a-po'       | -po'         |
| Reportativo | 3ª pessoa animada do plural                |                  | -a-pa'rã     | -pa'rã       |
| Reportativo | outras pessoas                             |                  | -a-pa'ro     | -pa'ro       |
| Reportativo | interrogativo                              |                  |              |              |

Os verbos possuem seu modo ligado diretamente com a evidencialidade, tendo apenas o modo interrogrativo e imperativo marcados separadamente.

### Sentenças
A ordem das palavras na língua dos ye'pâ-masa tende a ser livre, entretanto a ordem preferida inicia com o sujeito e termina com o verbo, inserindo o objeto no meio. O sufixo -re, chamado de referencial, é facultativo na maioria dos casos, porém quando o objeto é um ser humano ou pronome pessoal, o seu uso torna-se obrigatório.
O exemplo Péduru koô-re tɨ'sâ-mi, que significa: "Pedro (Péduru) gosta (tɨ'sâ-mi) dela (koô-re)", explicita as ideias da ordem de palavras e da utilização do referencial na construção de sentido.
No entanto, na língua falada, a ordem diferencia-se ao preferir colocar o elemento enfatizado (enfoque) no início e o elemento desenfatizado (desemfoque) na posição final.
Sobre o alinhamento, a língua é nominativa-acusativa, podendo apresentar a voz passiva em suas orações.

## Vocabulário
A seguir, estão apresentados parte do vocabulário da língua tukano.

### Expressões do cotidiano
Existem diversas expressões úteis para uma comunicação básica na língua tukano, sendo úteis para, por exemplo, a comunicação de turistas na região do alto rio Negro. Alguns exemplos estão listados a seguir:
| Frases úteis na língua tukano               | Tradução para o português          |
| ------------------------------------------- | ---------------------------------- |
| masîtisa'                                   | não sei                            |
| te'á!                                       | vamos!                             |
| a'tiá!                                      | vem cá!                            |
| yɨ'ɨ ɨhá boâgɨ' weésa'                      | eu estou com fome                  |
| aɨ!                                         | está bom! (consentimento)          |
| yamiákã                                     | amanhã                             |
| ni'kaá                                      | hoje                               |
| así niî'                                    | está quente                        |
| yɨsɨa niî'                                  | está frio                          |
| yẽ'e nohó ɨasarí?                           | o que você quer?                   |
| sahâtiro uúkũya!                            | fale baixo!                        |
| no'ó pũrisari?                              | onde dói?                          |
| anutí?                                      | como está?                         |
| anú'u                                       | estou bem                          |
| de' ro nití (‘casa’, etc.) dasea yé me' rã? | como se diz (casa, etc) em tukano? |
| anuáto                                      | saudações                          |
| sahâtiro uúkũya                             | fale devagar                       |
| toô kã'rota                                 | só isso                            |

### Diálogos
A seguir estão diálogos na língua tukano para a maior compreensão das formas de comunicação ao simular um uso mais natural entre os próprios falantes:
| Dialogo na língua tukano | Tradução para o português |
| --- | --- |
| A: Dii kura- kõho nii - á - ti koô? B: Y e'pâ-maso nii- á - mo. Yɨ'ɨ ke'ra ye'pâ-masɨ nii-'. Ye'pâ-masa nii- ', ɨ̃sâ pɨɨárã. A: Too pũríkã , marî i'tiárã ye'pâ-masa nii- '.                                    | A: De qual grupo ela é? B: Ela é ye'pâ-maso. Eu também sou ye'pâ-masɨ. Somos ye'pâ-masa, nós dois. A: Então, nós três somos ye'pâ-masa.                                                     |
| A: De'ró weé'gɨ' wee'ti? B:Weé we'e-'. Su'tí besé-gɨ weé-'. A: Mɨ'ɨ pako, de'ró weé-go' wee-á-ti? B: Da'rê ba'a-go' wee-á-mo, ɨ̃sa yaá wi'i-pɨ. A: No'o-pɨ wa'â-ti, mɨ'ɨ-a'? B: Kãpú-pɨ wa'â-'. A: Aɨ! Wa'â-ya! | A: Que está fazendo? B: Nada. Estou escolhendo roupas. A: Que está fazendo sua mãe? B: Está preparando a mandioca na nossa casa. A: Aonde vai, você? B: Vou ao campo. A: Está bem! Pode ir! |
| A: No'o-pɨ wa'â-ti? B: wese-pɨ wa'â-'. A: Ãyu-ró wee-yá! Ni'kaá, akôro pehâ-ro-sa-'. | A: Aonde vai? B: Vou à roça. A: Cuidado! Hoje vai chover (a chuva vai cair)! |

### Literatura em tukano
- Ramirez, Henri & Alfredo Miguel Fontes. 2001. Ye'pâ-Masa Yee Niisehétisehe: A vida dos Ye'pâ-Masa. Manaus: Editora da Universidade do Amazonas.
- Vargas-Isla, Ruby; Tiara Sousa Cabral, Jadson José Souza de Oliveira & Noemia Kazue Ishikawa. 2019. Guia para coleta de cogumelos = Dihti Bᵾhkᵾ serã a’tiro weya ni masiõripũri. Manaus: Editora Inpa.
- Ishikawa, Noemia Kazue; Takehide Ikeda, Aldevan Baniwa & Ana Carla Bruno. 2019. Brilhos na Floresta. Manaus: Editora Valer; Editora Inpa.